# Cobrabald River
Der Cobrabald River ist ein Fluss im Norden des australischen Bundesstaates New South Wales, im Tafelland von New England.

## Verlauf
Die Quelle liegt im Hochland an den Westhängen der Great Dividing Range, rund 3,2 Kilometer südöstlich von Branga Swamp und 50 Kilometer südlich von Walcha.
Der Fluss fließt erst nach Norden und dann nach Nordwesten. Nach 52,8 Kilometern mündet er etwa 6,4 Kilometer nordwestlich des Cobrabald Mountain bei Aberbaldie in den Macdonald River.
Früher hieß der Cobrabald River Cobrabald Creek und dann auch (zum Teil) St. Leonards Creek.    
Der Fluss befindet sich auf seiner ganzen Länge in der Local Government Area Walcha und im Vernon County.
Das Land am Cobrabald River ist gutes Weideland. Der Fluss gilt als eines der besten Fischwasser für Forellen. Es gibt auch ein Goldwaschgebiet in einem Schutzgebiet bei der Niangala Road und entlang des Cobrabald River.